# Wendy Freedman
Wendy Laurel Freedman, née le 17 juillet 1957, est une astronome canado-américaine, connue pour sa mesure de la constante de Hubble et comme directrice des Carnegie Observatories à Pasadena, en Californie, et à Las Campanas, au Chili.
L'astéroïde (107638) Wendyfreedman a été nommé en son honneur.
Elle reçoit en 2025 la National Medal of Science.